# Apamea poli
Apamea poli là một loài bướm đêm trong họ Noctuidae.